# The Hidden Pearls
The Hidden Pearls è un film muto del 1918 diretto da George H. Melford (George Melford)

## Trama
Allevato ed educato negli Stati Uniti, Tom Garvin - figlio di un commerciante di perle e di una principessa hawaiiana - non conosce nulla dell'isola della madre. Così, quando perde la sua fortuna e la fidanzata Enid lo lascia, decide di tornare alle Hawaii. A Honolulu, lo zio John lo informa che sull'isola della madre lo attende una fortuna in perle. Gli isolani festeggiano il ritorno di quello che ora è il loro legittimo re e la bella Tahona, innamorata di lui, gli rivela il nascondiglio del tesoro. Tom, però, non pensa di rimanere ma di impadronirsi delle perle per poter tornare al proprio mondo, deciso a riconquistare Enid. Ma l'accoglienza fredda dell'ex fidanzata lo fa ricredere sulle proprie scelte: ritorna così all'isola, dove sposa Tahona con la quale regnerà sul suo popolo.

## Produzione
Il film fu prodotto dalla Jesse L. Lasky Feature Play Company.

## Distribuzione
Distribuito dalla Famous Players-Lasky Corporation, il film - presentato da Jesse L. Lasky - uscì nelle sale cinematografiche statunitensi il 18 febbraio 1918.